# Китайский заяц
Китайский заяц (лат. Lepus sinensis) — млекопитающее из рода зайцев отряда зайцеобразных.

## Описание
Длина тела 35—45 см, длина хвоста от 4,0 до 5,7 см, вес от 1025 до 1940 граммов, задние ступни имеют длину 8,1—11,1 см, уши длиной 6,0—8,2 см. Шерсть короткая, жёсткая, окраска состоит из множества оттенков от коричнево—каштанового до красновато—коричневого цвета и сильно варьирует. Нижняя сторона тела светлее. Чёрный, треугольный рисунок расположен на кончиках ушей. 2n = 48 хромосом.

## Распространение
Вид распространён в Китае (Аньхой, Фуцзянь, Гуандун, Гуанси, Гуйчжоу, Хунань, Цзянсу, Цзянси, Чжэцзян), Тайване, Вьетнаме. Встречается на высоте до 4000—5000 метров над уровнем моря. Населяет холмистые пространства с мозаикой лугов и кустарниковой растительностью.

## Образ жизни
Ведёт ночной образ жизни, но иногда активен и в светлое время суток. Не копает собственных нор, используя норы других животных. Рацион составляют лиственные растения, зелёные побеги и ветви.
Сезон размножения длится с апреля по август со средним размером приплода трое детёнышей.